# Opaskwayak Cree Nation 21B
Opaskwayak Cree Nation 21B (engelska: Opaskwayak) är ett reservat i Kanada.   Det ligger i provinsen Manitoba, i den centrala delen av landet, 2 000 km väster om huvudstaden Ottawa. Opaskwayak Cree Nation 21B ligger vid sjön Grace Lake.
I omgivningarna runt Opaskwayak Cree Nation 21B växer i huvudsak blandskog. Trakten runt Opaskwayak Cree Nation 21B är nära nog obefolkad, med mindre än två invånare per kvadratkilometer.